# Aeropuerto de Niau
El aeródromo de Niau (código AITA : NIU • código OACI : NTKN) es un aeródromo em el atolón de Niau en el archipiélago de las Tuamotu en Polinesia Francesa .

## Compañías y destinos
- Air Tahiti (Tahití)